# Кубок Кремля 2011
Кубок Кремля 2011 — тенісний турнір, що проходив на закритих кортах з твердим покриттям спорткомплексу Олімпійський у Москві (Росія). Це був 22-й за ліком Кубок Кремля серед чоловіків і 16-й - серед жінок. Належав до категорії 250 у рамках Туру ATP 2011, а також до категорії Premier у рамках Туру WTA 2011. Тривав з 15 до 23 жовтня 2011 року.

## Учасники

### Сіяні учасники
| Країна     | Гравець              | Рейтинг1 | Сіяний |
| ---------- | -------------------- | -------- | ------ |
| Сербія     | Янко Типсаревич      | 13       | 1      |
| Сербія     | Віктор Троїцький     | 16       | 2      |
| Україна    | Олександр Долгополов | 18       | 3      |
| Росія      | Микола Давиденко     | 37       | 4      |
| США        | Алекс Богомолов мол. | 38       | 5      |
| Росія      | Дмитро Турсунов      | 41       | 6      |
| Люксембург | Жіль Мюллер          | 42       | 7      |
| Італія     | Андреас Сеппі        | 43       | 8      |

- Посів ґрунтується на рейтингові станом на 10 жовтня 2011 року.

### Інші учасники
Нижче наведено учасників, які отримали вайлдкард на участь в основній сітці:
- Євген Донской
- Теймураз Габашвілі
- Андрій Кузнєцов

Нижче наведено гравців, які пробились в основну сітку через стадію кваліфікації:
- Міхаель Беррер
- Жеремі Шарді
- Костянтин Кравчук
- Душан Лайович

## Учасниці

### Сіяні учасниці
| Країна     | Гравчиня           | Рейтинг1 | Сіяна |
| ---------- | ------------------ | -------- | ----- |
| Росія      | Віра Звонарьова    | 5        | 1     |
| Польща     | Агнешка Радванська | 8        | 2     |
| Франція    | Маріон Бартолі     | 11       | 3     |
| Італія     | Франческа Ск'явоне | 12       | 4     |
| Сербія     | Єлена Янкович      | 13       | 5     |
| Росія      | Світлана Кузнецова | 19       | 6     |
| Італія     | Роберта Вінчі      | 22       | 7     |
| Словаччина | Домініка Цібулкова | 23       | 8     |

- Посів ґрунтується на рейтингові станом на 10 жовтня 2011 року.

### Інші учасниці
Нижче наведено учасниць, які отримали вайлдкард на участь в основній сітці:
- Алла Кудрявцева
- Євгенія Родіна
- Франческа Ск'явоне

Нижче наведено гравчинь, які пробились в основну сітку через стадію кваліфікації:
- Алізе Корне
- Катерина Іванова
- Ольга Савчук
- Галина Воскобоєва

Нижче наведено гравчинь, які потрапили в основну сітку як щасливий лузер:
- Аранча Парра Сантонха

## Переможниці та фіналістки

### Одиночний розряд, чоловіки
Янко Типсаревич —  Віктор Троїцький, 6–4, 6–2
- Для Типсаревича це був 2-й титул за сезон і за кар'єру.

### Одиночний розряд, жінки
Домініка Цібулкова —  Кая Канепі, 3–6, 7–6(7–1), 7–5
- Для Цібулкової це був 1-й титул за кар'єру.

### Парний розряд, чоловіки
Франтішек Чермак /  Філіп Полашек —  Карлос Берлок /  Давід Марреро, 6–3, 6–1

### Парний розряд, жінки
Ваня Кінґ /  Ярослава Шведова —  Анастасія Родіонова /  Галина Воскобоєва, 7–6(7–3), 6–3